# Worthen with Shelve
Worthen with Shelve är en civil parish i Storbritannien.   Den ligger i grevskapet Shropshire i riksdelen England, i den södra delen av landet, 230 km nordväst om huvudstaden London.